# Глухівець
Глу́хівець — село в Україні, у Стрийському районі Львівської області. Населення становить 120 осіб.

## Історія
В Актах Гродських і Земських згадується, що у Львові 18.01. 1604 року Юрій Мнішек, староста Львівський дозволяє Каспрові Гутникові користуватися сіножатями між Глухівцем і Тростянцем.
Станом на 1881рік с. Глухівець разом із хуторами Глинкою, Гутою Королівською, Переломанцем, Сухою Долиною налічувало 65 домів, 443 мешканці, із них 218 чоловіків і 225 жінок. Жителі села мали у своєму користуванні 682 морги ріллі, 132 — лук і городів,324 — пасовиськ, 52 — лісу.

## Населення

### Мова
Розподіл населення за рідною мовою за даними перепису 2001 року:
| Мова       | Кількість | Відсоток |
| ---------- | --------- | -------- |
| українська | 120       | 100%     |